# Tetraponera humerosa
Tetraponera humerosa é uma espécie de formiga do gênero Tetraponera, pertencente à subfamília Pseudomyrmecinae.